# General Carrera
General Carrera is een provincie van Chili in de regio Aysén del General Carlos Ibáñez del Campo. De provincie telde 7.531 inwoners in 2017 en heeft een oppervlakte van 11.920 km². Hoofdstad is Chile Chico.

## Gemeenten
General Carrera is verdeeld in twee gemeenten:
- Chile Chico
- Río Ibáñez